# Back for the First Time
Back for the First Time è il secondo album del rapper statunitense Ludacris pubblicato nel 2000 dalla Def Jam Recordings. La maggior parte delle tracce provengono dal precedente lavoro Incognegro, album pubblicato in maniera indipendente.
L'album ha venduto 3.2 milioni di copie negli USA.

## Tracce
| #  | Titolo                      | Produttore                | Collaborazioni              | Durata |
| -- | --------------------------- | ------------------------- | --------------------------- | ------ |
| 1  | U Got a Problem?            | Bangladesh                |                             | 4:55   |
| 2  | Game Got Switched           | Organized Noize           |                             | 4:09   |
| 3  | 1st & 10                    | Bangladesh                | Infamous 2-0 & Fate Wilson  | 3:43   |
| 4  | What's Your Fantasy         | Bangladesh                | Shawnna                     | 4:35   |
| 5  | Come on Over (Skit)         |                           |                             | 1:03   |
| 6  | Hood Stuck                  | Ludacris                  |                             | 4:21   |
| 7  | Get Off Me                  | Jermaine Dupri            | Pastor Troy                 | 2:45   |
| 8  | Mouthing Off                | Ludacris                  | 4-IZE                       | 3:03   |
| 9  | Stick 'Em Up                | Bangladesh                | UGK                         | 5:05   |
| 10 | Ho (Skit)                   |                           |                             | 0:42   |
| 11 | Ho                          | Bangladesh                |                             | 2:50   |
| 12 | Tickets Sold Out (Skit)     |                           |                             | 0:32   |
| 13 | Catch Up                    | Ludacris & Fate Wilson    | Infamous 2-0 & Fate Wilson  | 4:14   |
| 14 | Southern Hospitality        | The Neptunes, Sessy Melia | Pharrell                    | 5:00   |
| 15 | What's Your Fantasy [Remix] | Bangladesh                | Trina, Shawmna & Foxy Brown | 4:37   |
| 16 | Phat Rabbit                 | Timbaland                 | Timbaland                   | 4:58   |

## Tracce daIncognegroche non appaiono in questo album
1. Intro (prodotta da Ludacris)
2. It Wasn't Us (prodotta da Ludacris)
3. Midnight Train featuring Chimere (prodotta da Ludacris)
4. Rock In A Hard Place (prodotta da Ludacris e Lil' Fate)